# Warnant-Dreye
Warnant-Dreye är en ort i Belgien.   Den ligger i provinsen Liège och regionen Vallonien, i den centrala delen av landet, 70 km öster om huvudstaden Bryssel. Warnant-Dreye ligger 162 meter över havet och antalet invånare är 800.
Terrängen runt Warnant-Dreye är platt. Runt Warnant-Dreye är det tätbefolkat, med 276 invånare per kvadratkilometer.. Närmaste större samhälle är Seraing, 19,5 km öster om Warnant-Dreye. 
Trakten runt Warnant-Dreye består till största delen av jordbruksmark.